# دانيال كينغ
دانيال كينغ (بالإنجليزية: Daniel King)‏ (18 يناير 1784 بإنجلترا في المملكة المتحدة - 26 يونيو 1836) هو لاعب كريكت بريطاني (وحمل سابقاً جنسية المملكة المتحدة لبريطانيا العظمى وأيرلندا ومملكة بريطانيا العظمى). لعب مع نادي مارليبون للكريكت ‏.